# Награда YU Fipresci
Награда YU Fipresci је награда коју додељују чланови Удружења филмских новинара и критичара. Награда се додељује у више категорија и сматра се најугледнијом наградом у области филма.
Награде за 2006. годину су додељена у Музеју југословенске кинотеке и то:
- Најбољи филм : „Седам и по“ Мирослава Момчиловића
- Најбоља режија: Олег Новковић
- Најбоља женска улога: Нада Шаргин
- Најбоља мушка улога: Ненад Јездић
- Најбољи страни филм: „Двострука игра“ Мартина Скорсезеа

види још Награде Новог фестивала ауторског филма